# Gran Premio di Lugano
Gran Premio [Città] di Lugano, eller kort GP Lugano, är ett schweiziskt endagslopp i landsvägscykling med start och mål i Lugano. Från första upplagan 1950 till 1979 kördes det som ett individuellt tempolopp i oktober, men, efter ett uppehåll 1980, återkom det 1981 som ett ordinarie linjelopp i februari/mars, 2017 flyttades loppet till maj och sedan 2018 har det körts i juni.
När UCI Europe Tour instiftades 2005 inkluderades GP Lugano i denna klassificerat som 1.1 (2015 till 2017 1.HC).
Loppet har inte körts sedan 2021.

## Podieplaceringar
| Individuellt tempolopp | Individuellt tempolopp | Individuellt tempolopp | Individuellt tempolopp |
| ---------------------- | ---------------------- | ---------------------- | ---------------------- |
| År                     | Vinnare                | Tvåa                   | Trea                   |
| 1950                   | Ferdi Kübler           | Fausto Coppi           | Hugo Koblet            |
| 1951                   | Fausto Coppi           | Hugo Koblet            | Ferdi Kübler           |
| 1952                   | Fausto Coppi           | Giancarlo Astrua       | Louison Bobet          |
| 1953                   | Jacques Anquetil       | Pasquale Fornara       | Ferdi Kübler           |
| 1954                   | Jacques Anquetil       | Pasquale Fornara       | Isaac Vitré            |
| 1955                   | Rolf Graf              | Aldo Moser             | Jean Brankart          |
| 1956                   | Fausto Coppi           | Rolf Graf              | Albert Bouvet          |
| 1957                   | Ercole Baldini         | Aldo Moser             | Fausto Coppi           |
| 1958                   | Jacques Anquetil       | Gérard Saint           | Gilbert Desmet         |
| 1959                   | Jacques Anquetil       | Ercole Baldini         | Alcide Vaucher         |
| 1960                   | Jacques Anquetil       | Gilbert Desmet         | Ercole Baldini         |
| 1961                   | Jacques Anquetil       | Rolf Graf              | Jan Hugens             |
| 1962                   | Rolf Graf              | Ercole Baldini         | Ferdinand Bracke       |
| 1963                   | Raymond Poulidor       | Ferdinand Bracke       | Jean-Claude Lebaube    |
| 1964                   | Ferdinand Bracke       | Gianni Motta           | Rudi Altig             |
| 1965                   | Jacques Anquetil       | Gianni Motta           | Robert Hagmann         |
| 1966                   | Vittorio Adorni        | Felice Gimondi         | Jacques Anquetil       |
| 1967                   | Felice Gimondi         | Bernard Guyot          | Robert Hagmann         |
| 1968                   | Eddy Merckx            | Felice Gimondi         | Rudi Altig             |
| 1969                   | Rudi Altig             | Ole Ritter             | Herman Van Springel    |
| 1970                   | Ole Ritter             | Gösta Pettersson       | Tomas Pettersson       |
| 1971                   | Luis Ocaña             | Gösta Pettersson       | Herman Van Springel    |
| 1972                   | Felice Gimondi         | Roger Swerts           | Ole Ritter             |
| 1973                   | ej avhållet            | ej avhållet            | ej avhållet            |
| 1974                   | Ole Ritter             | Francesco Moser        | Roger De Vlaeminck     |
| 1975                   | Roy Schuiten           | Francesco Moser        | Freddy Maertens        |
| 1976                   | ej avhållet            | ej avhållet            | ej avhållet            |
| 1977                   | ej avhållet            | ej avhållet            | ej avhållet            |
| 1978                   | Joop Zoetemelk         | Francesco Moser        | Bernt Johansson        |
| 1979                   | Michel Laurent         | Josef Fuchs            | Daniel Gisiger         |
| 1980                   | ej avhållet            | ej avhållet            | ej avhållet            |

| Linjelopp | Linjelopp                              | Linjelopp                              | Linjelopp                              |
| --------- | -------------------------------------- | -------------------------------------- | -------------------------------------- |
| År        | Vinnare                                | Tvåa                                   | Trea                                   |
| 1981      | Josef Fuchs                            | Daniel Gisiger                         | Marco Vitali                           |
| 1982      | Marco Vitali                           | Hans Von Niederhaussen                 | Victor Schraner                        |
| 1983      | Chris Wreghitt                         | Erich Maechler                         | Gilbert Glaus                          |
| 1984      | Benno Wiss                             | Urs Zimmermann                         | Jean-Claude Leclercq                   |
| 1985      | Gody Schmutz                           | Jean-Claude Leclercq                   | Richard Trinkler                       |
| 1986      | Mauro Gianetti                         | Stephen Hodge                          | Daniel Huwyler                         |
| 1987      | Thomas Wegmüller                       | Acácio da Silva                        | Stefan Joho                            |
| 1988      | Marco Vitali                           | Daniel Wyder                           | Jocelyn Jolydon                        |
| 1989      | Gilles Delion                          | Urs Freuler                            | Guido Winterberg                       |
| 1990      | Marco Vitali                           | Daniel Huwyler                         | Mike Renfer                            |
| 1991      | Pascal Jaccard                         | Thomas Benz                            | Marcel Bischof                         |
| 1992      | Steffen Rein                           | Andzej Sypytkowski                     | Nicola Puttini                         |
| 1993      | Roberto Caruso                         | Roland Meier                           | Thomas Bay                             |
| 1994      | Andrea Chiurato                        | Beat Zberg                             | Gabriele Colombo                       |
| 1995      | Stefano Colagè                         | Fabrizio Bontempi                      | Giuseppe Guerini                       |
| 1996      | Amilcare Tronca                        | Armin Meier                            | Andrea Stocco                          |
| 1997      | amatörlopp (vunnet av Michele Rezzani) | amatörlopp (vunnet av Michele Rezzani) | amatörlopp (vunnet av Michele Rezzani) |
| 1998      | amatörlopp (vunnet av Luca Bianucci)   | amatörlopp (vunnet av Luca Bianucci)   | amatörlopp (vunnet av Luca Bianucci)   |
| 1999      | ej avhållet                            | ej avhållet                            | ej avhållet                            |
| 2000      | ej avhållet                            | ej avhållet                            | ej avhållet                            |
| 2001      | Luca Paolini                           | Beat Zberg                             | Bobby Julich                           |
| 2002      | Ruslan Ivanov                          | Davide Rebellin                        | Niki Aebersold                         |
| 2003      | David Moncoutié                        | Aleksandr Kolobnev                     | Ruslan Hrysjtjenko                     |
| 2004      | Frédéric Bessy                         | David Moncoutié                        | Vladimir Miholjević                    |
| 2005      | Rik Verbrugghe                         | Patrice Halgand                        | Emanuele Sella                         |
| 2006      | Paolo Bettini                          | Kim Kirchen                            | Aljaksandr Kutjynski                   |
| 2007      | Luca Mazzanti                          | Pedro Arreitunandia                    | Jevgenij Petrov                        |
| 2008      | Rinaldo Nocentini                      | Davide Rebellin                        | Enrico Gasparotto                      |
| 2009      | Rémi Pauriol                           | Davide Rebellin                        | Simon Gerrans                          |
| 2010      | Roberto Ferrari                        | Jure Kocjan                            | Giampaolo Cheula                       |
| 2011      | Ivan Basso                             | Fabio Duarte                           | Giovanni Visconti                      |
| 2012      | Eros Capecchi                          | Damiano Cunego                         | Enrico Battaglin                       |
| 2013      | inställt på grund av snö               | inställt på grund av snö               | inställt på grund av snö               |
| 2014      | Mauro Finetto                          | Sonny Colbrelli                        | Diego Ulissi                           |
| 2015      | Niccolò Bonifazio                      | Francesco Gavazzi                      | Matteo Montaguti                       |
| 2016      | Sonny Colbrelli                        | Diego Ulissi                           | Roberto Ferrari                        |
| 2017      | Iuri Filosi                            | Marco Frapporti                        | Davide Orrico                          |
| 2018      | Hermann Pernsteiner                    | Kristian Sbaragli                      | Enrico Gasparotto                      |
| 2019      | Diego Ulissi                           | Aljaksandr Rabusjenko                  | Matej Mohorič                          |
| 2020      | inställt på grund av coronapandemin    | inställt på grund av coronapandemin    | inställt på grund av coronapandemin    |
| 2021      | Gianni Moscon                          | Valerio Conti                          | Ben Hermans                            |
| 2022–     | ej avhållet                            | ej avhållet                            | ej avhållet                            |